# Олімпік 13
Футбольний клуб «Олімпік 13» (англ. Football Club Olympique Gibraltar 13) — колишній футбольний клуб з Гібралтару. З моменту створення в 2013 році до об'єднання двох дивізіонів території в 2019 році клуб грав у другому дивізіоні Гібралтару та в Кубку Гібралтару. Як і всі інші клуби Гібралтар, «Олімпік 13» грав свої домашні матчі на стадіоні «Вікторія», єдиному стадіоні Гібралтару.

## Історія
Клуб був створений у 2013 році на тлі підвищеного інтересу до футболу в Гібралтарі, після того, як територія в цьому ж році була прийнята в УЄФА. У своєму дебютному сезоні у другому дивізіоні Гібралтару клуб фінішував третім, трохи не дотягнувши до підвищення. Однак клуб не зміг покращити показники після дебютного сезону, оскільки в сезоні 2014—2015 років зайняв 7-ме місце, у сезоні 2015—2016 років — 5-те місце, а в останньому сезоні під керівництвом англійського тренера Гері Тернер-Боуна — 6-те місце.
Улітку 2017 року в клубі відбулися значні зміни, оскільки його очолив нігерійський бізнесмен Сандей Аделей, який також володіє клубом «Дінамік Солвей Солюшн» Національної ліги Нігерії, другого за рівнем нігерійського дивізіону. Окрім встановлення зв'язку між двома клубами завдяки переходу молодих гравців з нігерійського клубу до «Олімпіка 13», нове керівництво клубу найняло шотландського тренера Льюїса Фрейзера, який повністю оновив склад, залучивши кількох гравців зі свого старого клубу «Енджелс» разом із помічником головного тренера Стівеном Галлахером. Амбіції клубу стали очевидними після підписання контракту з двома колишніми міжнародними гравцями протягом сезону 2017—2018 , зокрема воротарем Джорданом Пересом і нападником Робертом Монтовіо влітку.
Клуб повільно розпочав сезон, до зимової перерви перебував у середині таблиці. Це призвело до масштабної перебудови складу в січні, зокрема був орендований нападник клубу «Лінкольн Ред Імпс» Кайл Кас'яро, а також прийшли Годвін Егбо, Дізза Усман і Уче Нванкво з головної команди «Дінамік Солвей Солюшн». 2 лютого 2018 року клуб «Енджелс» виключили з ліги, що призвело до того, що «Олімпік 13» піднявся з 4-го на 2-ге місце в лізі, відстаючи від непереможного лідера «Юероп Пойнт», не втративши очок протягом зимової перерви. У передостанньому турі «Олімпік 13» здобув рекордну перемогу клубу з рахунком 16–0 над лідером ліги «Кеннонс», який став лідером ліги в середині сезону, і 20 травня «Олімпік 13» гарантував собі місце в плей-оф за підвищення після того, як пізній гол Макса Ботена забезпечив перемогу над клубом «Хаунд Догз» з рахунком 1-0. Однак 8 червня клуб програв плей-оф клубу «Лінкс». Після закінчення сезону Фрейзер покинув клуб, і 13 липня 2018 року клуб призначив колишнього головного тренера клубу «Лео» Норберто Алонсо Сімона.
У 2019 році Футбольна асоціація Гібралтару вирішила об'єднати два вищих дивізіони території в один, Прем'єр-дивізіон Гібралтару. Проте «Олімпік 13» за короткий час після початку чемпіонату, 22 серпня 2019 року, знявся зі змагань, та припинив виступи у всіх турнірах.